# کانتون گلاروس
کانتون گلاروس (Glarus) یکی از کانتون‌های سوئیس است.